# دانيال جيرول
دانيال جيرول (بالإنجليزية: Daniel Gerroll)‏ هو ممثل بريطاني، ولد في 16 أكتوبر 1951 بلندن في المملكة المتحدة. من الجوائز التي نالها جائزة المسرح العالمي سنة 1981.

## أعمال

### أفلام
- (2014) ما تزال أليس[2][3][4][5]

## جوائز
- جائزة المسرح العالمي (1981)

## وصلات خارجية
- دانيال جيرول على موقع IMDb (الإنجليزية)
- دانيال جيرول على موقع ألو سيني (الفرنسية)
- دانيال جيرول على موقع أول موفي (الإنجليزية)
- دانيال جيرول على موقع قاعدة بيانات برودواي على الإنترنت (الإنجليزية)
- دانيال جيرول على موقع قاعدة بيانات الأفلام السويدية (السويدية)
- دانيال جيرول على موقع قاعدة بيانات الفيلم (الإنجليزية)
- دانيال جيرول على موقع كينوبويسك (الروسية)